# مارك هوارد كوهن
مارك هوارد كوهن (بالإنجليزية: Mark Howard Cohen)‏ هو قاضي ومحامي أمريكي، ولد في 1955 في ميامي بيتش في الولايات المتحدة.